# غزال تبتی
آهوی تبتی  (نام علمی: Procapra picticaudata) نام یک گونه از تیره گاوان است.